# Oberhaching
Oberhaching är en kommun och ort i Landkreis München i Regierungsbezirk Oberbayern i förbundslandet Bayern i Tyskland.  Orten, som för första gången omnämns i ett dokument från år 806, har cirka 13 900 invånare.